# Джейш
Абу-л-Ассакар Джейш ибн Хумаравейх ибн Ахмед ибн Тулун - третий эмир Египта из династии Тулунидов. Сын эмира Хумаравейха. Правил меньше, чем полгода.

## Биография
После убийства Хумаравейха в 896 году власть была передана его старшему четырнадцатилетнему сыну Абу-л-Асакиру Джейшу. Однако его не признали в Египте, Халебе, Дамаске, Авасиме и Тарсусе.  Джейш приказал казнить своего дядю Мудара ибн Ахмеда ибн Тулуна, которого рассматривал как угрозу для своей власти. После того, как Джейш проправил несколько месяцев, увидев творимые им глупости,  факихи и кади объявили молодого эмира низложеным. В июне того же года несколько гвардейских тюркских отрядов напали на сторонников Джейша и нанесли им поражение. Эмир был взят в плен и свергнут. Джейш  умер в тюрьме в ноябре 896 года.